# Нижняя Баиха
Нижняя Баиха — река в Красноярском крае России, правый приток реки Турухан.
Длина реки составляет 608 км, площадь бассейна — 8070 км². Река берёт начало из небольшого озера Кривое в левобережье среднего течения Енисея, к востоку от озера Мунигетумльдо. Протекает по восточной окраине Западно-Сибирской равнины. Преимущественное направление течения северное. В бассейне редкостойная, низкорослая и сырая кедрово-елово-берёзовая тайга. Многочисленны верховые болота. Активно меандрирует. Питание снеговое и дождевое. Замерзает в октябре, вскрывается в мае.

## Основные притоки (указана длина)
- Правые: Сакольноселькы (51 км), Матыльга (84 км), Кайдесесь (59 км)
- Левые: Назылька (64 км), Мэркыкы (192 км), Пиколькы (69 км), Сякыльга (88 км), Большая Черемуховая (128 км), Мочельга (61 км)